# Јатрогенија
Јатрогенија (од грчке речи iatros – лекар и genesis – поступак) је негативан ефект одређених активности лекара – његових речи или терапијских захвата. Јатрогенија може настати не само указивањем или чињењем лекара или другог медицинског особља, већ и тиме што лекар није изрекао или учинио, а био је дужан да то уради, односно каже пацијенту. Јатрогенија је историјска чињеница, реалност стара колико и медицина, и истовремено филозофско питање дијалектике добра и зла, етичко питање, које често залази у медицинско право, политику и друштво у целини.
Оног момента када лекар наруши највиши професионални и етички кодекс Primum non nocere, који има вредност забране и налога – обједињујућу нормирану друштвену одговорност лекара и утврђујући да само он, само тако, или на тај начин јер је то његова дужност, његов дуг према човеку, да се тако професионално понаша, настаје јатрогенија
Паралелно са развојем медицине, односно науке, а посебно са развојем друштва у ширем смислу, јављају се и нови облици штетног деловања на болесника и уопште на човека, које поједини аутори називају психолошким социјалним и културним јатрогенијама. Међу њима је посебно значајан термин јатрогеније која у техничком смислу означава јатропсихогено обољењe или погоршање обољења под утицајем речи и активности лекара, који имају негативно дејство на психу болесника, а преко ње и на организам.
За разлику од психојатрогеније и ...
Поред соматске штетности изазване фармаколошким, оперативним и другим терапијским средствима и методама које примењују лекари и остало медицинско особље (клиничка јатрогенија), јатрогени утицај може да изазове и изазива се и институционализовањем медицине (фабрике лекова, штампа, телевизија, педагошко-просветне делатности, рекламни и други пропагандни материјали...), али и променама у традиционалним вредностима и етичком односу према животу у целини (доживљавања патње, бола, задовољства и смрти).
Идеју да лекари заиста проузрокују јатрогенију први су у својим делима драматизовали Молијер и Бернард Шо, а данас неумољиви статистички докази и узнемирујуће чињенице које говоре о порасту јатрогених болести, о чему говоре све чешћи судских процеси у свету а однедавно и у Србији.
Јатрогенију не треба мешати са несавесним лечењем, које је последица грубе непажње, а таквих ситуација је мало, и оне без сумње, проузрокује озбиљно погоршање здравственог стања пацијената. Зато би несавеснo лечење, требало да буде предмет кривичне или етичке одговорности. Међутим, у контексту многобројних системских, друштвених и социјалних фактора, њихова евалуација је често врло незахвална.

## Етимологија
Етимолошки термин јатрогенија потиче од (грчких речи iatros – лекар и genesis – поступак). Јатрогене болести, јатрогено погоршања болесниковог стања, као и јатрогене повреде, последица су дејства медицинске интервенције, дејства лека или дејства здравствене установе, али све наведено увек је уско повезано за неки медицински поступак и рад лекара.
Често се у медицинској пракси користе и други изрази за наведене јатрогене ситуације, као што је нпр. laesio arteficialis, laesio accidentalis i и слично.

## Историјат развоја
Прва сазнања о јатрогенији датирају још из времена Старог вавилонског царства, које свој пуни развој достиже у време Хамурабија (1792. п. н. е.—1750. п. н. е.), када је донет први писани закон робовласничког друштва – „Хамурабијев закон“, у коме су између осталог у параграфу 218 до 220, били регулисани хонарари хирурга за лечење, али и тешке казне за неуспех.
| „ | ...„Ко повреди неког у тучи мора платити лекара... Лекар који излечи преломљени уд треба добити пет сребрњака... Ако лекар неког оперише ножем нека добије десет сребрњака, а ако је пацијент роб нека његов господар плати лекару пет сребрњака ...Ако пацијент умре кривицом лекара или изгуби око треба лекару одрезати обе руке... Ако је болесник био роб лекар га мора надокнадити другим робом.“ | ” |

Вавилонци су како би побољшали квалитет лечења, али и смањили број грешака, увели и неке основне принципе медицине као што су дијагноза, прогноза, физикални преглед, рецепти. Осим тога, Дијагностички приручник из тог доба увео је методе терапије и етиологије и коришћење емпиризма, логике и рационалности у дијагнози, прогнози и терапији.
Сазнања о јатрогенији постојала су и у време Хипократа, када су људи препознавали потенцијалне штетне ефекте деловања лекара и могућа нежељена дејства лечења. У једанаестом делу пете књиге о епидемијама, коју је поред Хипократ заправо написало неколико људи са различитим ставовима, стоји; „помоћи али без повреда“ (или у оригиналу на - грч. Ofeleein i mi vlaptein). Овај израз, по неким историчарима медицине, инспирисао је Галена да изрекне познату латинску изреку - лат. Primum non nocere).
Guy de Chauliac (1300—1368), француски хирург, међу првима је уочио, да су знање из научне медицине један од услова да лекар током третмана и терапије болесника, смањи или елиминише утицај јатрогеније. У том смислу он је дао писмени пропис за хирурге:
| „ | Нека буде хирург смео у подухватима које зна да реши, а страшљив у ситуацијама које су опасне по болесника, нека избегава да погрешно лечи. Он треба да буде милостив према болеснику, обзиран према његовим ближњима, опрезан у својим прогнозама. Нека буде скроман, достојанствен, нежан, пун сажаљења и милости. Лекар не сме да изнуђује новац, нека његова награда буде у складу са његовим делом, са могућностима пацијената, са успехом лечења и са његовим личним достојанством. | ” |

Овом пропису, кроз више векова, све до данашњих дана, ништа није одузето, нити треба одузети.
У 19. веку у породилиштима широм Европе владала је једна од јатрогених катастрофа тога времена, породиљска грозница. Пренос патогених бактерија из обдукционих сала у болничка породилишта изазивала је висок морталитет трудница породиљском сепсом (или породиљском грозницом). Ову јатрогену болест и њеног узрочника идентификовао је Игнасио Фелипе Семелвајс, који је и увео у медицинску праксу једноставан метод дезинфекције, прање руку дезинфицијентним средством., и тиме спасао безброј живота породиља.
У књизи „Медицинска немезис“, указује се да је савремена медицина отишла предалеко претварајући пацијенте у конзументе или објекте третмана и тиме уништавају њихов капацитет за здравље тј. способност да се људска бића боре са реалношћу смрти, бола и болести. Такође све више је уочљива реткост у извештавању о медицинским грешкама што је у супротности са драматичним показатељима могућег дејства овог феномена. Истовремено се у овој књизи указује и на: парадоксалну чињеницу да „непогрешиви медицински модел“ води ка интелектуалном непоштењу (заташкавању, непријављивању јатрогених ефеката).
Са развојем медицине расла је и потрошња лекова, коју су, поред њихове ефикасности пратиле и све чешће информације о нежељеним дејствима, на чијој је основи настала такозвана патологија јатрогено изазваних болести. Сазнање о штетним ефектима често није пратило њихово повлачење из употребе. У почетку су информације о нежељеним дејствима прикриване, због чега су неки лекови годинама коришћени без озбиљних анализа о штетама које су изазвали. Тако се и данас на тржишту још увек налазе лекови који могу да изазову оштећење јетре, бубрега, костне сржи, улцерације на слузокожама желуца и црева и тако даље. Такође статистички су документоване бројне последице постоперативних споредних ефеката и лековима изазваних поремећаја.
Разлог за оваквог стања је према »Америчкој студији из 2000« , што више од половине ангажованих стручњака да саветује владу САД, о безбедности и ефикасности лека имају финансијске односе са фармацеутским компанијама којима помажу да оне не буду оштећене њиховим одлукама.
„Стручњаци би требало да буду независни, али је данас у САД утврђено да су они 54% времена у директном финансијском интересу повезаним са леком или процедуруом за коју су замољени да дају оцену..."Најбољи експерти ФДА (енгл. U.S. Food and Drug Administration) су и најбољи стручњаци који се консултују са индустријом... каже стручни сарадник ФДУ комесар Линда Суидам, која је задужена за утврђивање и одлучивање о сукобу интереса, а истовремено Лари Сасик јавни засупник грађана, каже, „индустрија има више утицаја на процесе одлучивања него што људи могу да схвате“. “

## Јатрогена болест
Јатрогена болест, по њеном начину настанка и природи, скуп је разноврсних обољења или погоршања болести, под утицајем речи или активности медицинских радника, најчешће лекара.
На почетку развоја медицине, појава јатрогених болести била је последица недовољаног развоја и нивоа стручности лекара. У данашње време оне су последица сталног повећања броја здравствених радника, као и броја захвата који се примењују у свим областима здравствене заштите, што је створило услове, да су јатрогене болести све присутније и бројније.
| „ | „Медицинска наука се под утицајем нових технологија распада на многе дисциплине и специјализације што има за последицу распадање саме визије о човеку као пацијенту на његове органске делове без систематског уважавања целине, тј човека као особе.... Јављају се тзв. јатрогене болести, тј болести које изазива сама медицинска пракса.“ | ” |

Јатрогене болести у првом реду изазивају:
1. Непредвидљивост поступака здравствених радника
Здравствеи радници сами по себи представљају опсаност по живот и здравље болесника због немогућности предиђања тока лечења (нпр инфаркт или акутни застој срца у току катетеаризације срца, масивно крварење након хируршке интервенције, болничке инфекције, итд)
2. Нусефекти (нежељена дејства)
Бројни моћни, модерни лекови и инвазивне терапије (нпр. зрачна терапија, дејство цитостатика, трансфузија...) могу изазвати јатрогену болест
3. Поступци здравствених радника који представљају грубу грешку, незнање или несавесатан рад
У ове узроке затрогеније спадају непоштовање дозе и контраиндикација за поједине лекове, непоштовање прописаних процедура у примени медицинске опреме, рад под утицајем алкохола, неправилна стерилизација инструмената итд.
4. Остали фактори
- Еутаназија (асистирано самоубиство од стране лекара),
- Пружање медицинских услуга од стране ментално и неуролошки оболелих лекара
- Физичко, сексуално и друго насиље над пацијентом од стране медицинског особља
- Превара пацијента у циљу стицања материјалне добити
- Неуказивање лекарске помоћи из верских, етничких и других разлога
- Примена лекова и других метода без знања и одобрења пацијента или његове родбине.

## Психојатрогенија
У свим облицима јатрогеније значајни су следећи фактори:
Личност активног учесника (јатрогенизатор).
Јатрогенизатор, или активни учесник је најчешће лекар, али то могу бити и остало здравствено особље. Болесна стања условљена негативним понашањем и лоше изговореним речима или нетактичним ставом медицинског персонала, назива се и сорогенија (од латинскогречи soror – сестра).
Некада улогу јатрогенизатора имају и средства информација, рубрике у дневним листовима и емисије радија и телевизије по образцу: „лекар вам одговара”, „ваш домаћи лекар” и слично.
Личност пасивног учесника (јатрогенизирани)
Особености личности јатрогенизираног пацијената су разноврсне и медицинско-психолошки значајне. У начелу свака личност може доживети јатрогенију. Али је она израженија код особа које трпе од извесне аномалије (инвалидитет, соматски поремећај или соматског обољење). Учестала или тежа обољења, особито са смртним исходом, личности из уже средине (у породици, школи или радној организацији запошљеног) могу имати непосредну провоцирајућу и патопластичну вредност за настанак аутојатрогеније код појединаца.
Такође болест чини вулнерабилнијом психу оболелог пацијента и онда она постаје подложнија, пријемчивија за све што код ње може развити страх од болести и умирања. Значајну групу личности (подложније учесталим јатрогенијама) чине неуротичне, патолошке и олигофрене личности (нарочито из групе дебила). Код таквих особа сугестивним дејством речи и поступака лекар ствара негативни ефект у смислу настанка јатрогеније, јер код такве особе он наилазе на извесну „диспозицију или погодно тло” у структури ових личности.
Особеност релација ових личности у процесу јатрогенизације.
У литератури се као најчешћи и најзначајнији облиици понашања лекара подобних да јатрогенизирајуће делују наводе:
- лекар „алармиста”, који громким речима и мрачним прогнозама застрашује пацијента и сроднике
- лекар „полипрагматиста”, који разноврсним и бројним терапијским средствима засипа болесника,
- лекар „демонстратор”, који пацијента обасипа чињеницама из резултата параклиничких метода (ЕКГ, ЕЕГ, имиџинг (визуелним) рендгенским налазима, итд).

Поступци лекара могу да буду јатрогенизујући и када он примењује своје медицинско знање апсолутно у складу са научним чињеницама. Понекад лекар делује несигурно, или пред болесником потенцира своје вредности, објашњавајући детаље и небитне елементе неког налаза добијеног при дијагностици. Лекари често претерују и у обиму и бројности терапије и постављању дијагнозе, не би ли дали себи већи значај пред болесником. Али то у међусобним односима лекар–пацијент може довести до јатрогенизујућег учинка.

## Социјална и културална јатрогенија
Док су клиничка и социјална јатрогенеза практичног карактера, Културална јатрогенеза за разлику од клиничке и социјалне јатрогенеза која је практичног карактера, примарно је филозофско питање, које према днаким ставовима из литературе, разматра симболички ефект, који живот у медикализованом друштву одређује индивидуи однос према сопственом телу.
Психолошким или другим средствима (митови, ритуали, дрога) традиционалне културе су човека опремиле средствима да бол учине толерантним, болест разумљивим, а смрт догађајем са пуним значењем:
| „ | Култура данашњице, уз помоћ бројних технолошких достигнућа, покушава на све начине да елиминише ове људске вредности, и да човеку одузме емоције доживљавања ових неизбежних феномена, занемарујући човека у његовој суштини. Примери са лоботоминизираним, леукотомизираним пацијентима, психофармаколошком праксом, безболним порођајем су типични примери културне јатрогеније. Услов за јатрогенизирајуће дејство, на страни лекара, одређени су психоемоционалном структуром, стручним и етичким особинама лекара. | ” |

Учесталост да пацијент доживи јатрогенију већа је код оних који су ментално или емоционално незреле личности. Зато лекари друго здравствено особље мора знати и поштовати принципе „психичке асепсе” у окомуникацији са пацијентима:
| „ | Лекар мора знати да оцени личност пацијента и његово поимање своје болести и став према истој, да би му приступио индивидуализираном тактиком. Само се тако може утврдити превентива јатрогеније. Лекар је и морално одговоран за непромишљене речи и дела који могу имати јатрогенинизирајући учинак. | ” |

Учестала или тежа обољења, особито са смртним исходом, личности из уже средине (у породици, школи или радној организацији запошљеног) могу имати непосредну провоцирајућу и патопластичну вредност за настанак аутојатрогеније појединаца. Некада ту улогу имају средства информације, рубрике у дневним листовима и емисије радија и телевизије по образцу: „лекар вам одговара”, „ваш домаћи лекар” и слично. Нарочито треба да буду опрезни признати медицински ауторитети (јер се њихова реч памти и поштује) који су чести гости у средствима информисања. Еминентни стручњаци се често појављују у медијима са застрашујућим причама о последицама зависности, али и са неопрезним причама о начинима дотурања дрога на илегално тржиште, са предлозима елиминације или сузбијања наркоманије,
који делују очигледно јатрогено. Тиме они несвесно нарушавају ментално здравље родитеља и изазивају и непожељне ефекте код деце и адолесценте да пробају дрогу.
С друге стране, одређена организација медицинског система (који је понекад и неправедан) и промене основних људских вредности у односу на болест и последицу болести, може довести до социјалне и културалне јатрогеније, једног од друштвеног феномена који указује на друштвени, политички и културални аспект медицине.

## Јатрогенија у геријатријској пракси
Јатрогене компликације су чешће у старијој популацији. Према подацима из литературе њихова инциденца код хоспитализованих пацијената су од 6 до 65%. Најчешће јатрогене болести су последице нежељених дејстава лекова, падови, болничке инфекције, декубити, делиријум и компликације хируршких интервенција.
Фактори ризика за настанак ових комплилација у старих су присуство коморбидитета, већи број лекара који лече старе болеснике, полифармација и хоспитализација.
Сматра се да су јатрогене компликације у великом проценту превентабилне. Превенција ових компликација састоји се у;
- идентификовању болесника са високим ризиком,
- стварању интердисциплинарних геријатријских тимова, акутних геријатријских одељења,
- сталним консултацијама са фармаколозима, с обзиром да је највећи број јатрогених болести код геријатријској болесника узрокован нежељеним дејствима лекова.

## Превенција
На јатрогенију тј. јатрогене болести и јатрогене повреде лекар мора увек мислети и предвидети их као могуће и не сме дозволити да до њих дође. Избегавањем јатрогених болест, лекар ће избећи и непријатне ситуације, као што су судски процеси који могу бити епилог јатрогене грешке.

## Супротстављени ставовови о јатрогенији
Приписивање, по сваку цену, јатрогених обољења, медицинској некомпетентности, немари или немогућности великих медицинских институција да пруже адекватну здравствену бригу и одговарајућу психолошку средину за болесне људе, парцијално објашњава овај феномен, јер га појединци (понекад) чине пренаглашеним:
- болесници у јаком болу и патњи у терминалној фази болести,
- родбина у болу за изгубљеном особом,
- „преваранти“ жељни секундарне материјалне корист,
- медији у потрази за сензационалистичким информацијама.[18]

Непредвидивост медицине
По професору Мишри енгл. Mishri: Human error in laparascopic surgery)... системски пропусти у здравству су стално присутни у скривеној форми, „а грешка само чека да се деси“ .
Бројни фактори међутим чине овај феномен понекад и „оправданим — неизбежним“:
- због непредвидљивости моћних модерних лекова и инвазивних терапијских процедура,
- претпоставке и сазнања конвенционалне медицине о природи болести и људског организма, на одређеном нивоу њеног развоја.
- склоност организма,
- специфичност неког поремећаја који реагује реактивним компликацијама према одређеним специјалистичким третманима.
- специфичност болести организма да из необјашњивих разлога изазове поремећај који медицина није у стању да предвиди и победи.[19]

Противуречност знања и могућности медицине
Једна од значаних противуречности која се тиче положаја медицине у друштву је противуречност њеног знања и могућности у односу на захтеве које јој друштво поставља. Захтеви оболелих и стрепње од болести здравих, по правилу, надмашују актуелна знања и моћ медицине. Неразвијеност или релативна развијеност медицине директно, са своје стране, утиче на потенцирање дилеме око јатрогеније.
Многа медицинска питања и проблеми (рак, неке кожне болести, схизофренија) до данашњих дана нису у потпуности разјашњена. Медицинска пракса често је због те чињенице принуђена да се бави последицом, не познавајући узрок обољења. У таквим случајевима, могућност да се „пренагласи” болесник на рачун болести произилази из базично нерешеног научног проблема – немогућности сагледавања узрочности болесне појаве. Наведене противуречности су истовремено и покретачи и извори развоја медицине.